# تپه قلعه قورلو
تپه قلعه قورلو مربوط به دوره ساسانیان - سده‌های اولیه و میانه دوران‌های تاریخی پس از اسلام است و در شهرستان مشگین‌شهر، بخش ارشق، دهستان ارشق مرکزی، روستای قورلو واقع شده و این اثر در تاریخ ۲۶ اسفند ۱۳۸۷ با شمارهٔ ثبت ۲۵۷۷۵ به‌عنوان یکی از آثار ملی ایران به ثبت رسیده است.

همچنین ببینید :
مشگین‌شهر